# Controguerriglia
Per controguerriglia (noto nell'ambito operativo militare del mondo anglofono con l'acronimo COIN per counter-insurgency, letteralmente contro-insurrezione) si intende l'approccio utilizzato nei conflitti non convenzionali da un esercito regolare contro una formazione irregolare che utilizza metodi di guerra asimmetrica come la guerriglia e l'insurrezione.

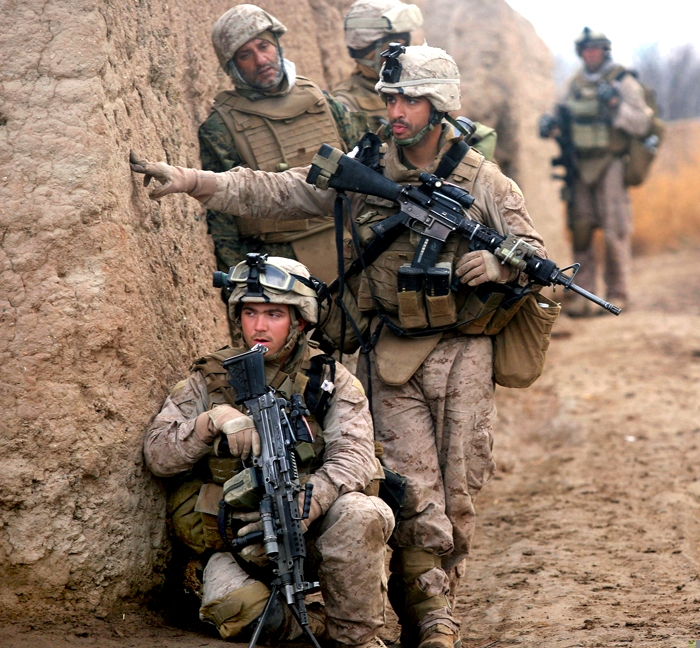
U.S. Marines e soldati ANA di pattuglia durante operazioni di controguerriglia a Marjah (Afghanistan), febbraio 2010.

## Storia
Due riferimenti metodologici per le attività di controguerriglia sono la guerra delle Filippine del 1899/1902 e l'intervento britannico in Malesia terminato nel 1960 dopo ben 12 anni di combattimenti.

### Guerra filippino-americana
Nel primo esempio, paradossalmente la vittoria fu raggiunta grazie alla sostanziale bassa tecnologia delle forze americane, che non disponendo, dati i tempi, di "fortezze volanti" o "bombe intelligenti" e non impiegando artiglierie evitarono "danni collaterali", impiegando piccole unità altamente mobili dotate di armamenti leggeri e aiutate dalle stesse popolazioni nella caccia ai guerriglieri, consentendo quindi l'isolamento degli insorti e la vittoria delle forze governative. L'esercito evitò quindi le grandi operazioni risolutive, massimizzando l'impiego di scout e unità d'élite, potenziando il pattugliamento decentrato e utilizzando unità paramilitari indigene.

### Emergenza malese (1948-1960)

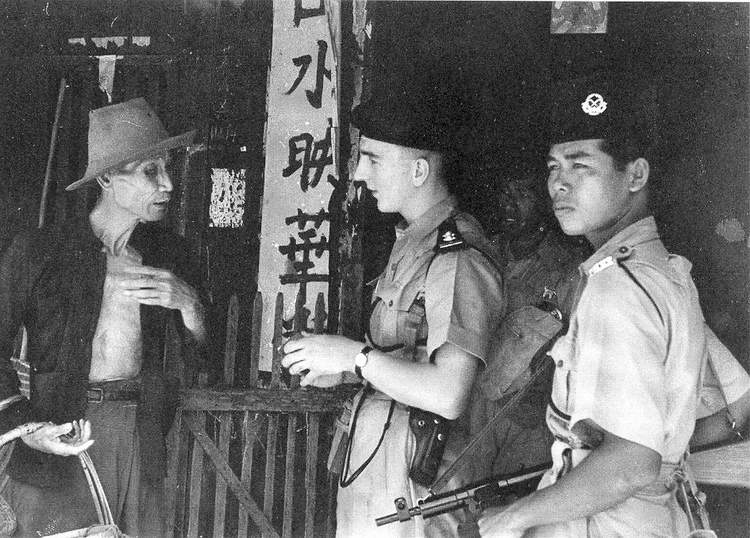
La polizia interroga un civile durante l'Emergenza malese. L'azione di controguerriglia implica attività congiunte di autorità militari e di polizia.

L'approccio britannico durante l'Emergenza malese del 1948 fu quella di garantirsi la benevolenza delle popolazioni locali considerando che sarebbe stato risolutivo conquistare hearts and minds (menti e cuori) della gente. Si guadagnarono quindi i favori e il supporto della comunità garantendo pace e stabilità anche avviando molti progetti pubblici in larga scala, migliorando la vita nei piccoli centri, sottraendo quindi i principali sostenitori al Malaysian Communist Party, cioè le popolazioni contadine e rurali.
Fu elaborata, anche sulla base delle esperienze maturate nella lunga epoca coloniale che aveva dimostrato la necessità di un approccio integrato civile-militare per la risoluzione di questi conflitti da considerarsi non solo militari, una strategia su 3 punti:
- condotta di operazioni militari non dirette ai guerriglieri, ma ai rifornimenti e ai loro supporti;
- isolamento della società dal partito comunista per evitarne l'influenza e l'infiltrazione nel tessuto sociale;
- realizzazione di opere utili alla comunità per conquistarne la simpatia, la fiducia e il supporto.

## Caratteristiche
Questo particolare tipo di combattimento nasce per sovvenire alle lacune che l'impostazione militare "occidentale" classica incontra nell'affrontare avversari che si dotano di "regole" diverse, contrapponendo all'ipertecnologia, alla disciplina, al rispetto delle norme internazionali scritte e consuetudinarie, con astuzia, elusione e completa disattenzione di ogni norma giuridica e contrapponendo alla tradizionale concezione di guerra che vede nella battaglia finale lo scontro decisivo, lo scopo stesso della guerra da condurre nel tempo più breve tempo possibile sviluppando il massimo della forza disponibile.
Proprio il tempo diventa quindi la variabile utilizzata dalla parte dotata del minor potenziale che soccomberebbe sicuramente in un confronto "convenzionale", trasformando quindi l'evento bellico da guerra in guerra di logoramento, dove agli insorti basta resistere ogni giorno per protrarre negli anni gli scontri aumentando quindi sempre di più le perdite nel nemico, ogni giorno di resistenza è una dimostrazione di inefficienza del nemico che ha un grosso peso psicologico tra i combattenti galvanizzando gli irregolari e degradando il morale e la fiducia nel personale "regolare".
Anche la dimensione spazio subisce una notevole distorsione, abbandonando completamente il vecchio concetto di "campo aperto" trasferendo il teatro degli scontri nei centri abitati, nelle foreste e in scenari impervi, spesso anche con la collaborazione delle popolazioni civili. La lotta quindi assume un carattere marcatamente psicologico, dove cioè la capacità di intimorire e convincere possono fungere da ago della bilancia per il successo o l'insuccesso stesso dell'operazione. In tale dimensione i simboli e la propaganda finiscono per essere largamente più importanti degli assetti da combattimento propriamente detti.

Diventa quindi più importante lo sviluppo sociale, economico e politico e diventa più importante della semplice distruzione dell'avversario, necessitando un approccio diverso da quello della guerra classica. Nei manuali di guerra americani si afferma che non sempre l'uso della forza bruta permette il pieno raggiungimento degli obiettivi prefissati: